# Obrót dewizowy
Obrót dewizowy – konstrukcja obrotu dewizowego została określona w ustawie z dnia 27 lipca 2002 r. Prawo dewizowe. Zgodnie ze przepisami ustawy, w ramach obrotu dewizowego należy wyszczególnić:
- obrót dewizowy z zagranicą
- obrót wartościami dewizowymi (patrz: dewizy) w kraju.

Obrotem dewizowym z zagranicą jest:
1. Według kryterium podmiotowego:
  - Zawarcie umowy powodującej (lub mogącej powodować) dokonanie między rezydentem i nierezydentem rozliczeń pieniężnych.
  - Dokonanie innej niż umowa czynności prawnej powodującej (lub mogącej powodować) dokonanie między rezydentem i nierezydentem rozliczeń pieniężnych.
  - Przeniesienie między rezydentem i nierezydentem własności: wartości dewizowych, krajowych środków płatniczych.
  - Wykonanie wyżej wyszczególnionych umów lub czynności.
2. Według kryterium przedmiotowego:
  - Zawarcie umowy powodującej (lub mogącej powodować) przeniesienie między rezydentami rzeczy lub prawa, których nabycie nastąpiło w obrocie z zagranicą.
  - Dokonanie innej niż umowa czynności prawnej powodującej (lub mogącej powodować) przeniesienie między rezydentami rzeczy lub prawa, których nabycie nastąpiło w obrocie z zagranicą.
  - Wykonanie wyżej wyszczególnionych umów.

Do obrotu dewizowego z zagranicą należy również zaliczyć przemieszczenie wartości dewizowych lub krajowych środków płatniczych przez granicę Polski. Dokonywanie czynności takich jak:wywóz, przywóz, przekazywanie, wysyłanie, nadsyłanie wartości dewizowych lub krajowych środków płatniczych wywołuje skutki prawne w obrocie dewizowym z zagranicą.
Obrotem wartościami dewizowymi w kraju jest:
- Zawarcie umowy lub dokonanie innej czynności prawnej powodującej (lub mogącej powodować) dokonanie w kraju między rezydentami lub między nierezydentami rozliczeń w walutach obcych.
- Przeniesienie w kraju między rezydentami lub między nierezydentami własności wartości dewizowych.
- Wykonanie wyżej wyszczególnionych umów.

W porównaniu z obrotem dewizowym z zagranicą, zakresem obrotu wartościami dewizowymi w kraju nie objęto krajowych środków płatniczych. Z kolei przedmiotem obrotu dewizowego z zagranicą są zarówno wartości dewizowe, jak i krajowe środki płatnicze.